# 糙声
糙声是指喉腔收缩时发出的声音(通常是元音)，常还有会厌共调音。糙声要用前庭襞(假声带)遮住声门，其类似于一个人在举起重物时说话的情况，清音就像清嗓子。它与咽门化声对立，后者是扩张喉腔发出的。
当会厌共同发音变为颤音时，元音便会厌化。
IPA中没有表示糙声的变音符号。文献中出现的变音符号有用于表示嘎裂声的下波浪符，在无歧义的前提下可能是合适的，双下波浪符还用于表示会厌化，它可能与糙声互为变体。VoQS中，相关的音质符号是{V!}（糙声）、{V!!}（室襞性发声）、{V͈}（挤喉发声/紧声），但这些符号一般只放在表示一类音的大写字母上。VoQS的用法中，“糙声”并不涉及前庭襞的振动，而在“挤喉/紧声”中杓状软骨内收，因此只有韧带前部声带振动。
星号IPA表示暂时没有合适的符号：⟨◌͙⟩.
白语有糙声，还有会厌化元音作为音区的一部分，但它们不对立。
丁卡语Bor方言元音有常态浊声、气声、咽门化声、糙声对立，以及3种声调。(资料中用的变音符号是：下标双引号表示咽门化声[a͈]，下划线表示糙声[a̠]。)例如：
| 调音     | IPA  | 词义 |
| -------- | ---- | ---- |
| 常态浊声 | tɕìt | 腹泻 |
| 气声     | tɕì̤t | 去吧 |
| 糙声     | tɕì᷽t | 蝎子 |
| 咽门化声 | tɕì͈t | 吞   |

### 延伸阅读
- Edmondson, Jerold A.; John H. Esling. . Phonology (Cambridge University Press). 2005, 23 (2): 157–191. doi:10.1017/S095267570600087X.